# 1924年鐵路
此條目列出1924年發生有關鐵路運輸的事件。

## 事件

### 3月
- 3月12日：漢堡城市快鐵1號線部分路段完成電氣化。

### 4月
- 4月12日：九州鐵道線通車。
- 4月27日：紐約中央鐵路引入俄亥俄州快速列車（英语：Ohio State Limited）來往紐約市和辛辛那提。

### 5月
- 5月1日：臺東南線通車。

### 6月
- 6月11日：馬德里地鐵2號線通車。

### 7月
- 7月31日：羽越本線全線通車。

### 9月
- 9月1日：臺東線北延至池上。

### 12月
- 12月1日：宜蘭線南北段貫通，全線通車。
- 12月30日：巴塞隆拿地鐵通車。